# Barbarakapelle (Meran)

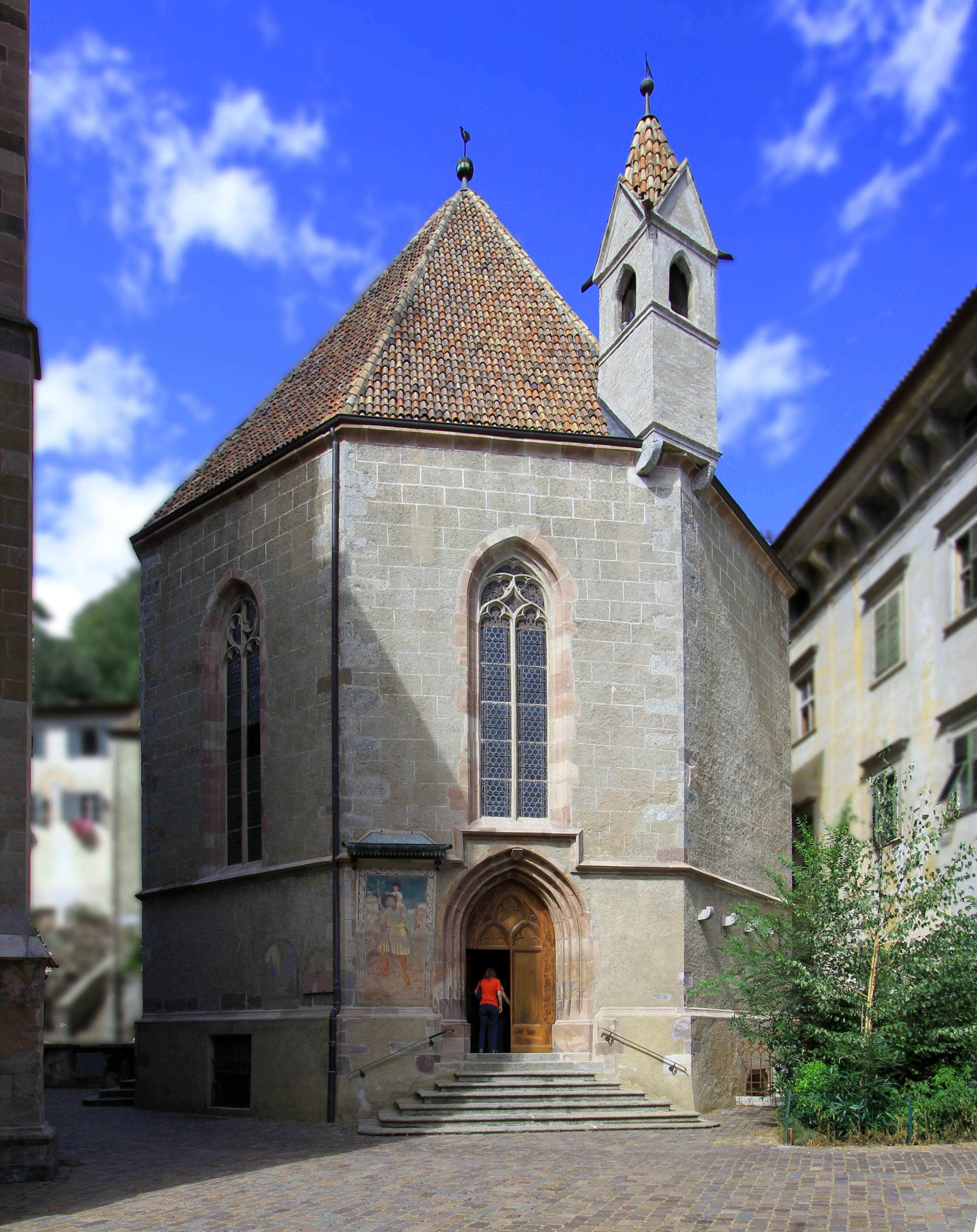
Barbarakapelle in Meran

Die Barbarakapelle ist ein gotischer Kirchenbau, der sich im Zentrum von Meran am Pfarrplatz, unmittelbar östlich der Stadtpfarrkirche St. Nikolaus, befindet. 
Die ehemalige Friedhofskapelle steht seit 1980 unter Denkmalschutz.

## Geschichte
Anstelle des heutigen Baus befand sich ein altes Beinhaus inmitten eines Friedhofs, welches dem heiligen Erzengel Michael geweiht war. 1422 wurde an seiner Stelle mit dem Bau einer zweigeschossigen, gotischen Kapelle begonnen. Deren Patrone waren Michael, Barbara und Sebastian. Als Architekt wird Hans von Burghausen angenommen. Um 1440 wurde das Gewölbe eingezogen. 1450 konnte die Kapelle eingeweiht werden. Bis 1848 bestand ringsum der alte städtische Friedhof von Meran, dem die Barbarakapelle als Friedhofskapelle diente. 1983 wurde ihr Inneres einer umfassenden Restaurierung unterzogen.

## Baubeschreibung

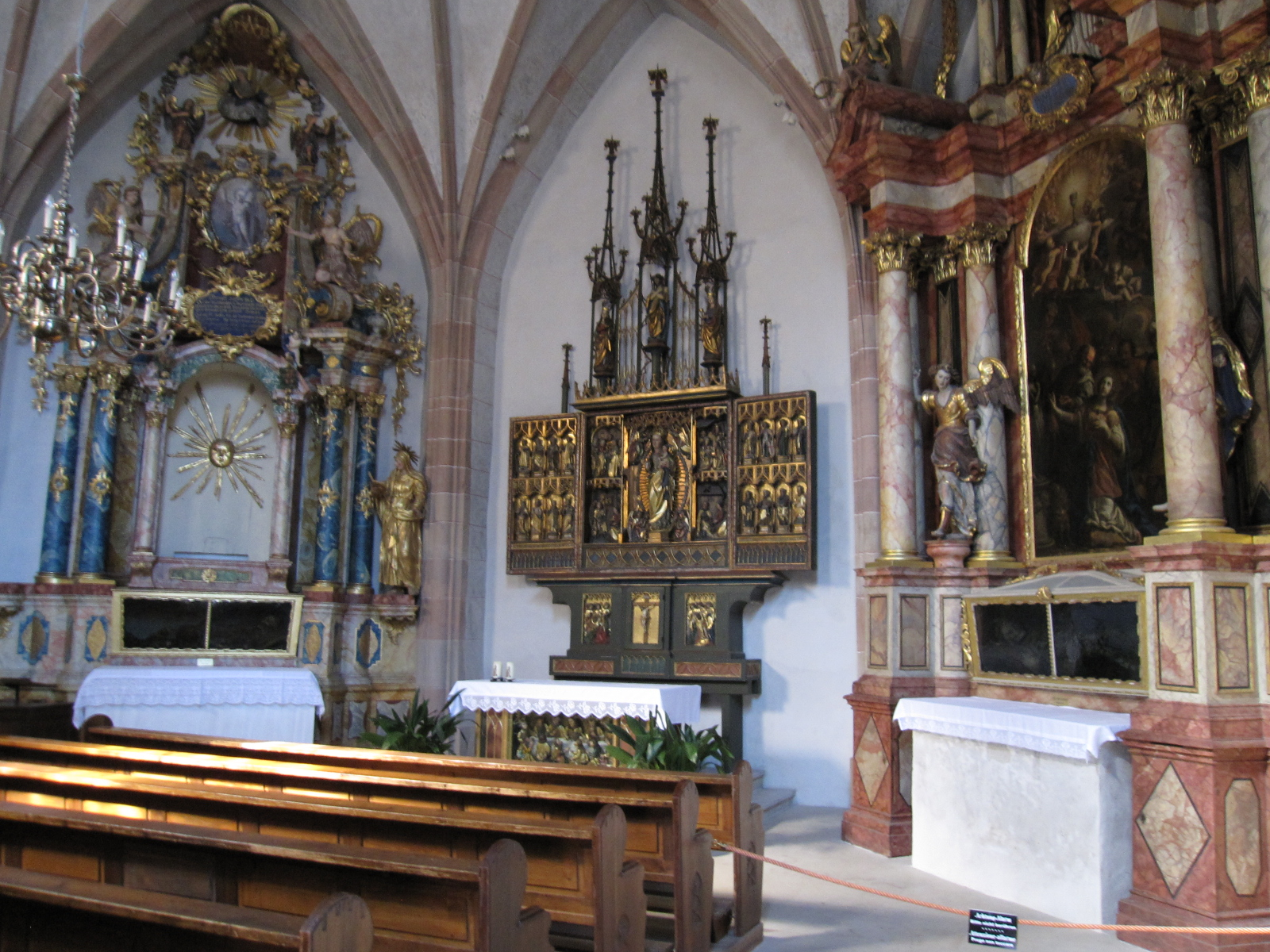
Innenraum

Bei der Barbarakapelle handelt es sich um einen zweigeschossigen oktogonalen Zentralbau mit einem kleinen Dachreiter. Das obere, heute zu besichtigende, Geschoss diente als Kapelle für Totengottesdienste, das unterirdische fungierte als Gruft.
Über dem Westportal befindet sich eine Fensterrose, während schlanke Spitzbogenfenster an den Seiten den Raum erhellen. Der auf einem schmalen Sockel stehende Bau kommt ohne Strebepfeiler aus, stattdessen finden sich an den Ecken des Oktogons helle Steinquader. Diese sorgen, genauso wie ein umlaufender Wasserschlag, für die optische Gliederung der sonst verputzten Fassade. 
Neben dem südseitigen Hauptportal ist ein Fresko des heiligen Christophorus aus der Zeit um 1450 zu sehen. In alter Zeit führte hier ein alter Steig nach Dorf Tirol, dessen Passanten durch den Heiligen vor einem jähen Tod bewahrt werden sollten.
Der obere Innenraum ist 13 Meter breit und schließt mit einem Sternrippengewölbe ab, dessen Schlussstein ein um 1440 entstandenes Bild der heiligen Barbara ziert. 
Die Kapelle erhielt gegen 1629 eine neue Innenausmalung, die in Fragmenten noch vorhanden ist. Auch haben sich drei originale Weihekreuze und ein Fresko des Volto Santo (hinter dem Immakulataaltar verborgen) erhalten.
Der Altar auf der linken Seite stammt aus der Zeit um 1769. Die Skulptur der Immakulata schuf Johann Pendl, die beiden Seitenfiguren stammen von Josef Holzknecht. Das Giebelbild des Christkindes und Gottvaters entstammt wohl noch dem Vorgängeraltar von Matthias Pußjäger. 
Der rechtsseitige, ebenfalls barocke Altaraufbau zeigt ein weiteres Werk Pußjägers, ein Bild der heiligen Barbara, welche sich dem Götzendienst verweigert. Die später hinzugekommenen Seitenfiguren sind Werke des Latscher Bildhauers Gregor Schwenzengast.
Beide Altäre besitzen große verglaste Reliquienschreine aus der Zeit um 1730, die jeweils ein geschmücktes Skelett eines Märtyrers aus den Katakomben in Rom beherbergen.
Zwischen ihnen wurde zentral ein 1911 im Antiquitätenhandel erworbener Schnitzaltar angebracht, der ursprünglich nicht aus Tirol, sondern aus dem südlichen Niedersachsen stammt. In seinem Mittelschrein ist eine Madonna mit Kind zu sehen, die von den später ergänzten Szenen der Vermählung Mariens, der Verkündigung an Maria, der Geburt Christi und der Anbetung der heiligen drei Könige gerahmt wird. Die beiden Flügel zeigen 16, zum Großteil im Historismus ergänzte, Heiligenfiguren. Auch das Gesprenge ist nicht original, es entstammt ebenfalls der Neugotik. Das ursprünglich aus der Predella stammende Relief des letzten Abendmahls wurde in das Antependium eingelassen und durch einen Tabernakel mit seitlichen Engelreliefs ersetzt. 
An der Westwand befindet sich eine Kreuzigungsgruppe aus dem 18. Jahrhundert, an der Ostwand Christus am Ölberg von Sebastian Perger aus dem 17. Jahrhundert. 
Im Untergeschoss, der ehemaligen Beinhausgruft, stützen vier runde Granitsäulen ein Sterngratgewölbe. Dort haben sich zwei Altäre erhalten.

Galerie
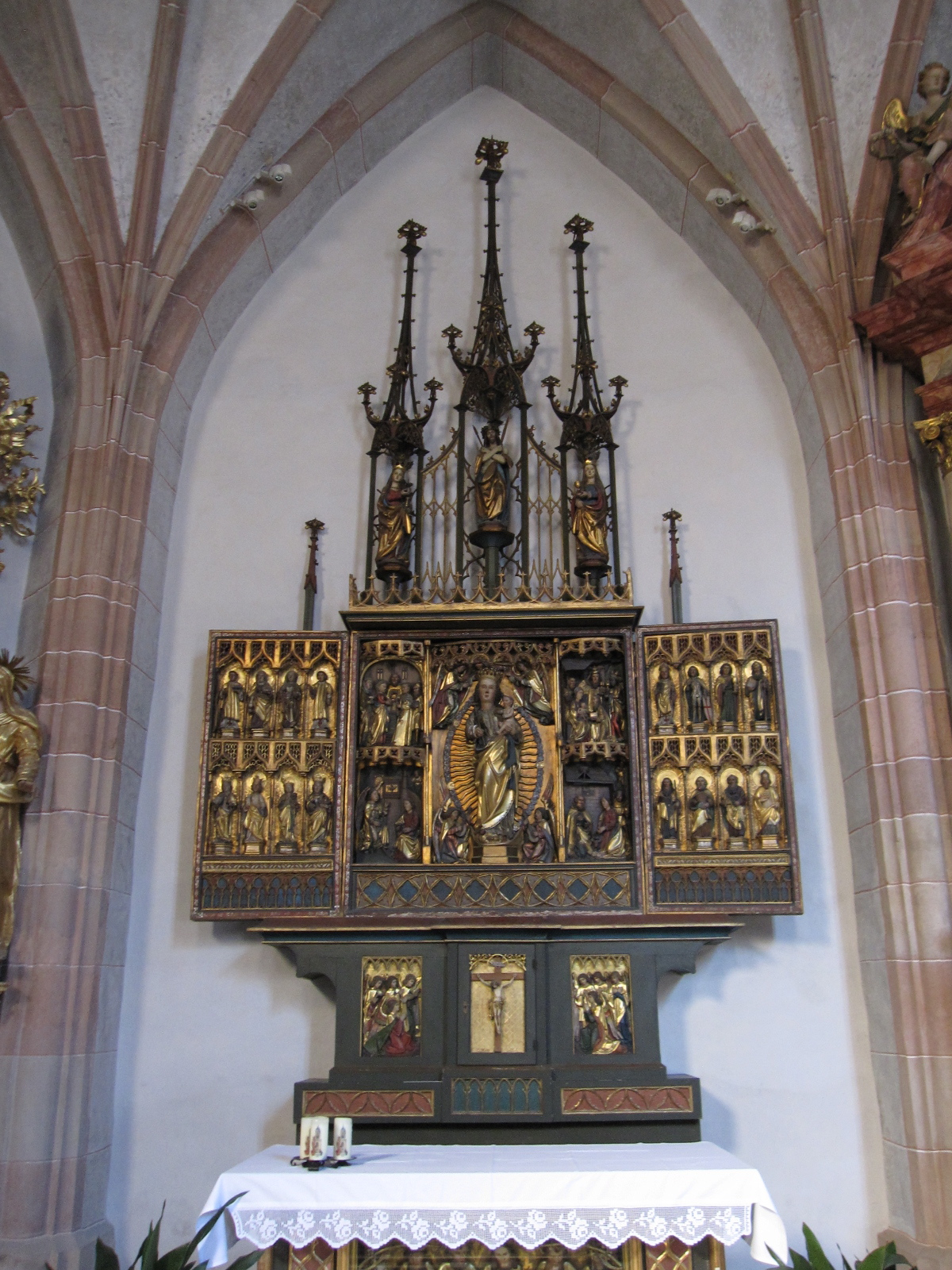
Niedersächsischer Flügelaltar (15. Jahrhundert)
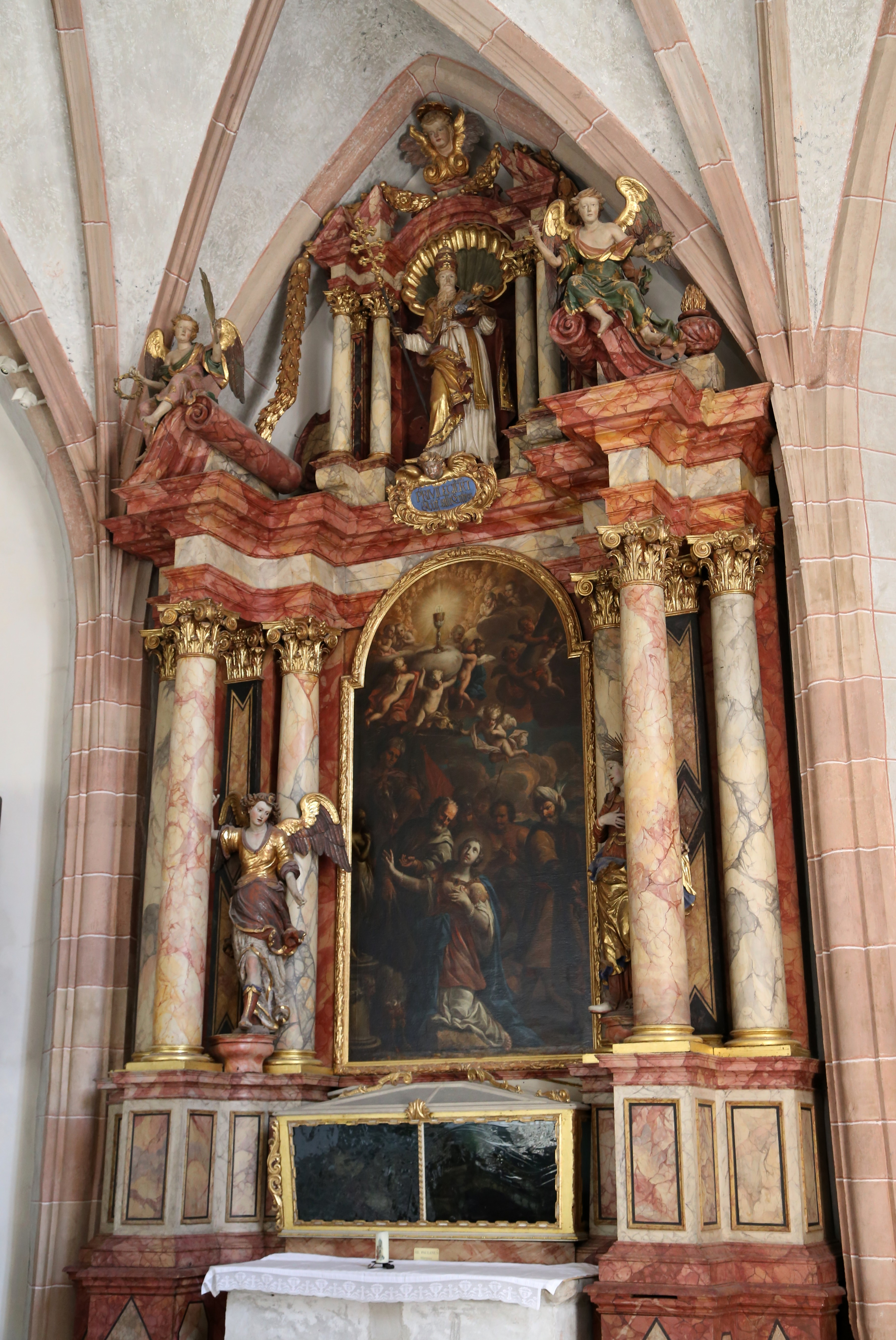
Barbara-Altar (rechts)
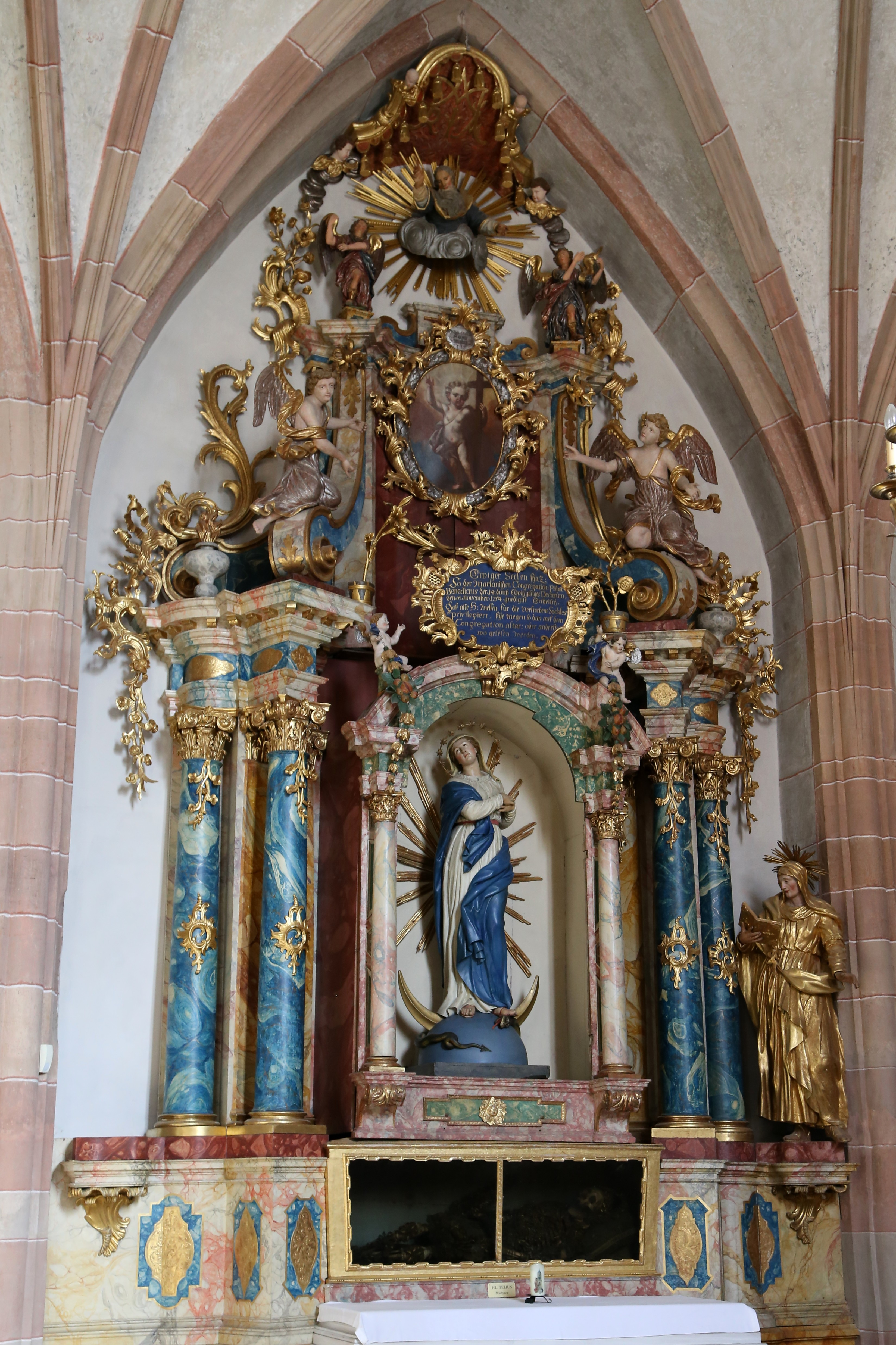
Immaculata-Altar (links, 1769)
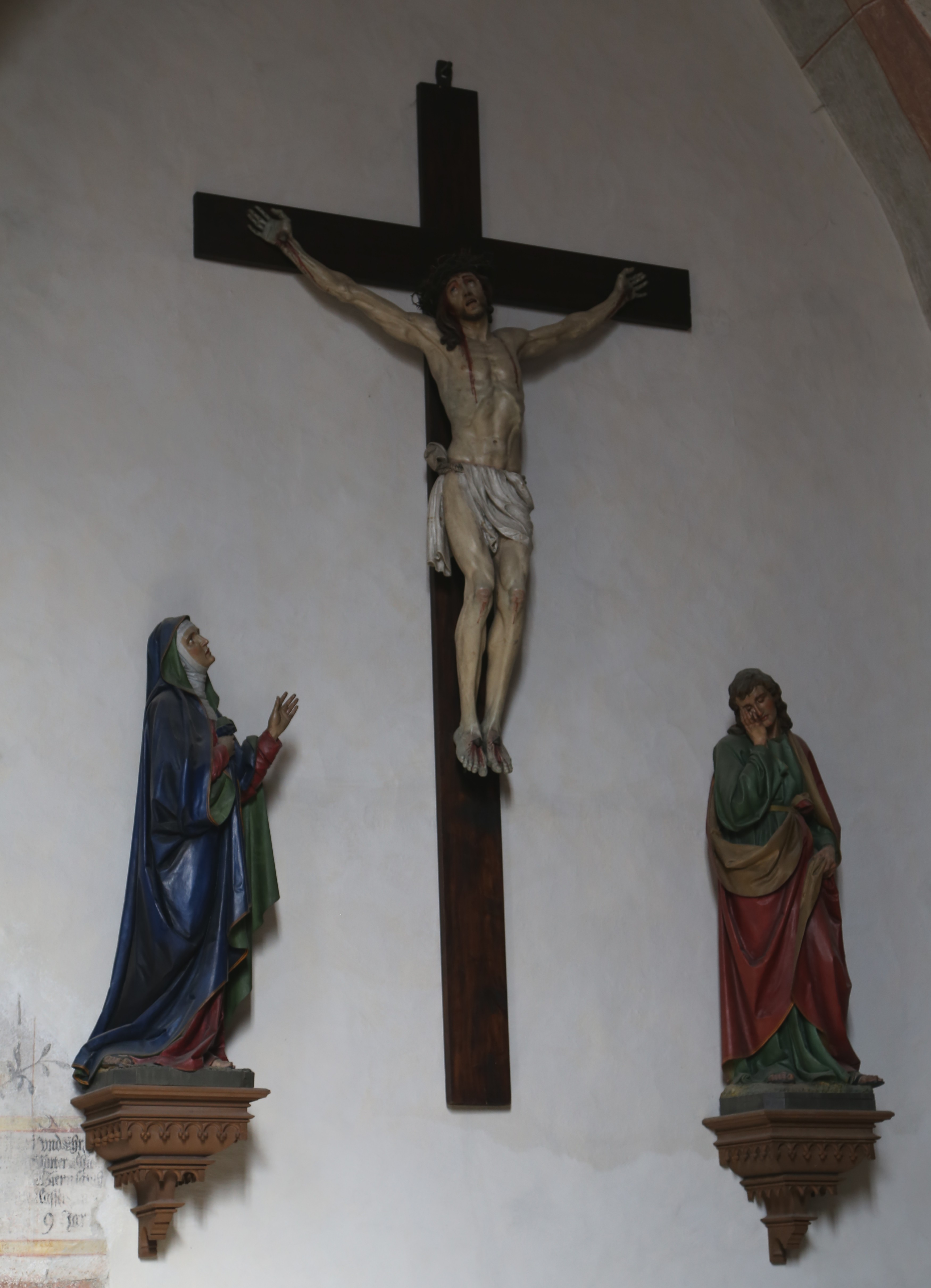
Kreuzigungsgruppe (18. Jahrhundert)
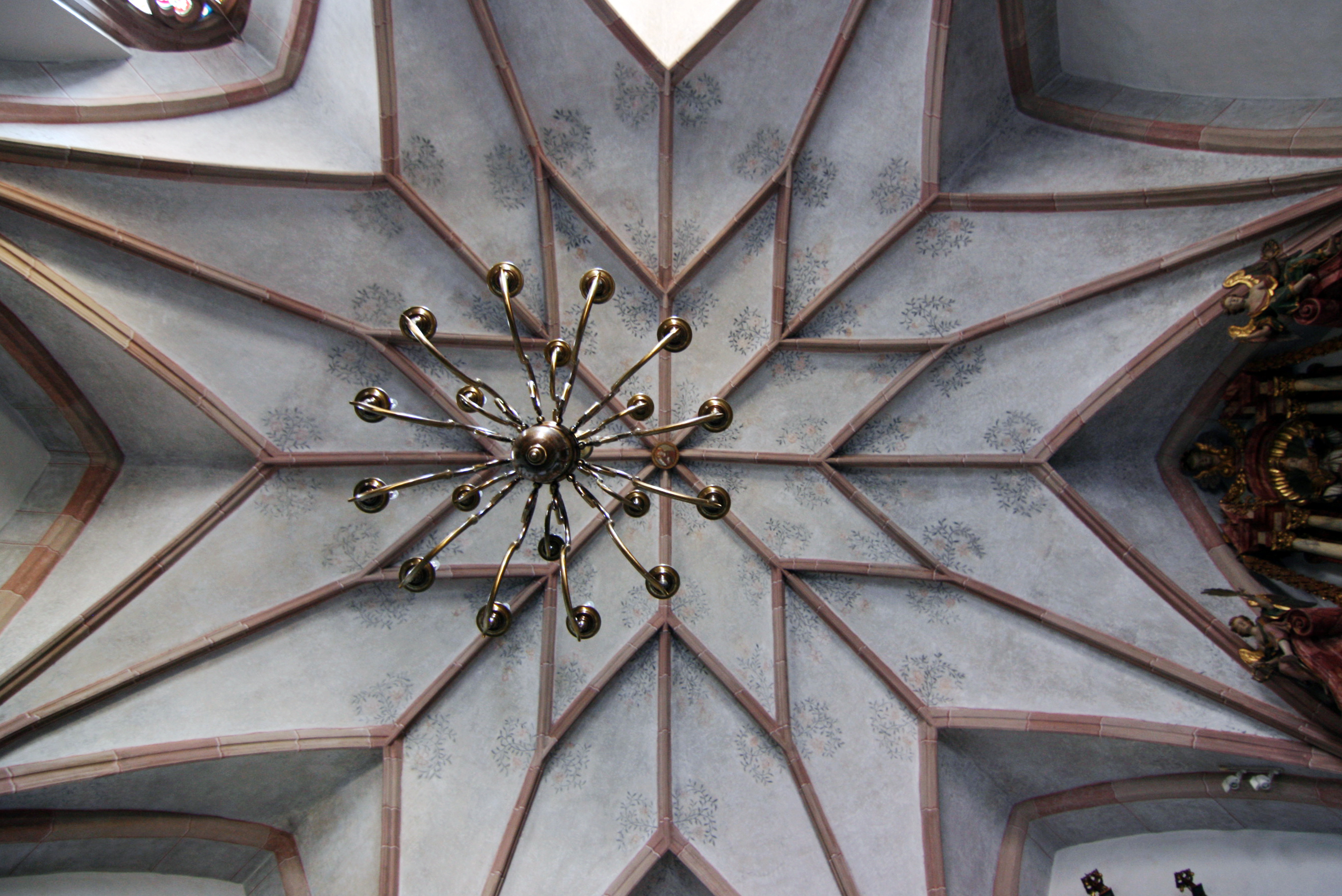
Sternrippengewölbe
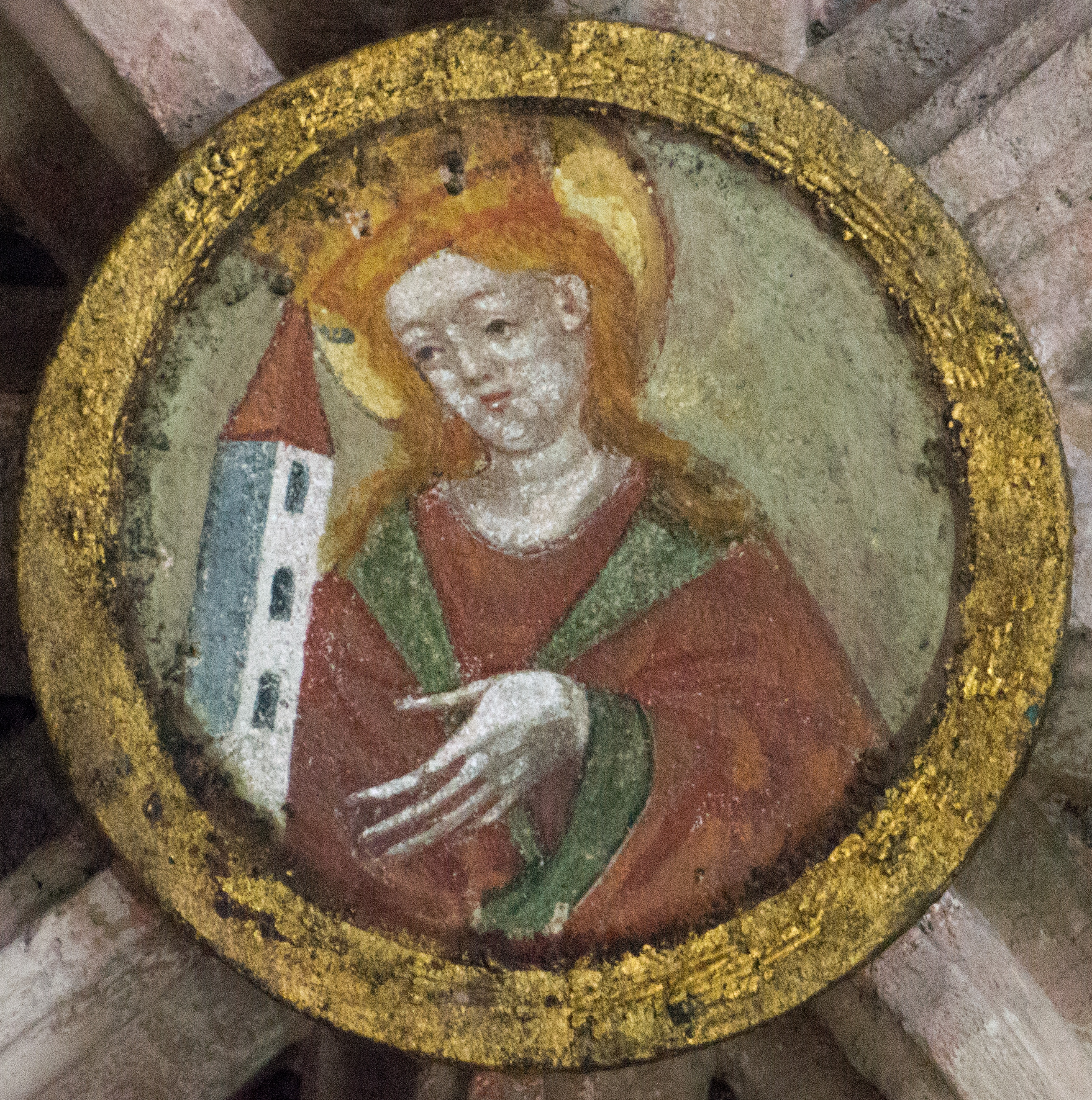
Schlussstein mit der hl. Barbara (um 1440)